# Hindoe Raad Nederland
De Hindoe Raad Nederland is het vertegenwoordigende orgaan voor hindoeïsme en hindoes in Nederland.
De Hindoe Raad Nederland is door de Rijksoverheid erkend als gesprekspartner voor alle zaken die de hindoes in Nederland betreffen. De raad is de officiële instantie voor communicatie tussen de hindoegemeenschap en de overheid. De raad fungeert op verzoek van de overheid tevens als zogeheten zendende instantie ten aanzien van hindoeïsme, hoewel het hindoeïsme vanuit de basisbeginselen niet zendend is, noch het begrip zending kent in hun geschriften en leer. 
De raad stuurt mandirs (hindoetempels) aan, geestelijke verzorging, verzorgt opleidingen, onderwijs en onderzoek op de Vrije Universiteit Amsterdam en hindoebasisscholen, en is verantwoordelijk als contactorganisatie namens de hindoegemeenschap in Nederland. Invloedrijke leiders uit de gemeenschap vormen via hun organisaties samen de Hindoe Raad. 

## Aanslag in Pahalgam en bedreiging
Naar aanleiding van de terreuraanslag op 23 april 2025 in Pahalgam, Kashmir, waarbij 26 mensen om het leven kwamen, kreeg de HRN meldingen en signalen van religieuze beledigingen aan het adres van Hindoes in Nederland. Vervolgens heeft de HRN diverse acties ondernomen om aandacht te vragen voor toenemende discriminatie tegen Hindoes in Nederland. Zo is een meldpunt Hindoediscriminatie opgezet, met als doel informatievoorziening voor en samenwerking met de Nationaal Coördinator Discriminatie en Racisme (NCDR) en discriminatie.nl. 
Dreigbrief
Na de bekendmaking van het opzetten van het meldpunt in diverse media, heeft de Hindoeraad zelf ook bedreigingen ontvangen, waaronder een fysieke dreigbrief. 
Politieke aandacht
De belediging en discriminatie van hindoes en de dreigementen aan het adres van de Hindoeraad heeft ertoe geleid dat er in de Tweede Kamer vragen zijn gesteld, onder andere door Derk Boswijk van het CDA, Joost Eerdmans van JA21 en Stephan van Baerle van DENK. 
Ook lokaal in steden met een grote hindoegemeenschap, zoals Den Haag, hebben gemeenteraadsleden hier aandacht voor gevraagd. Richard de Mos en Lenne Baboeram hebben specifiek vragen gesteld over de veiligheid van hindoes in Den Haag aan burgemeester Jan van Zanen.